# Clarisse Albrecht
Clarisse Albrecht (sinh ngày 28 tháng 6 năm 1978) là một nghệ sĩ thu âm, ca sĩ kiêm nhạc sĩ người Pháp và cựu người mẫu. Clarisse là một nghệ sĩ độc lập, đồng sản xuất âm nhạc của bà. Bà là một ca sĩ-nhạc sĩ đa ngôn ngữ, biểu diễn và viết bằng tiếng Anh, tiếng Bồ Đào Nha, tiếng Pháp và tiếng Tây Ban Nha. Bà hiện đang sống giữa Pháp và Cộng hòa Dominican.

## Cuộc sống ban đầu
Clarisse Albrecht được sinh ra tại Rueil Malmaison, Pháp, có cha là người Pháp và mẹ là người Cameroon. Bà chia tay tuổi thơ giữa Pháp, Guiné-Bissau và Mozambique. Lớn lên, Albrecht được nghe rất nhiều thể loại âm nhạc khác nhau: soul, R & B, funk, pop, nhạc Brazil (MPB, bossa nova) và nhạc châu Phi như Makossa, Marabentta hay Congolese Rumba. Đầu những năm 1990, gia đình bà trở về Pháp. Khi còn học trung học, bà bắt đầu hát trong dàn hợp xướng phúc âm với tư cách là nghệ sĩ độc tấu và hợp xướng. Khi học Điện ảnh tại La Sorbonne Nouvelle, ở Paris, bà tham gia, với tư cách là một giọng ca nền, một ban nhạc biểu diễn các bản cover Soul-Funk. Bà sớm rời khỏi ban nhạc để tập trung vào việc tạo ra bản sắc âm nhạc của riêng mình. Năm 2004, bà đến Brazil, nơi một người bạn đã viết cho bà một bài thơ mà anh mô tả bà là "Mulata Universal". Albrecht trở lại Paris với biệt danh đó trong tâm trí, truyền cảm hứng cho bà viết những bài hát của riêng mình bằng tiếng Bồ Đào Nha, ngôn ngữ thời thơ ấu của bà ở Mozambique. Bà bắt đầu làm việc với các bài hát của riêng mình với người bạn LS lâu năm của bà với tư cách là nhà đồng sáng tác và sản xuất.

## Sự nghiệp
Vào tháng 5 năm 2010, bà đã phát hành độc lập (chỉ tải xuống kỹ thuật số) đĩa đơn đầu tay "Você Me Dá", một giai điệu sâu lắng với âm nhạc Brazil và ảnh hưởng tâm hồn. Bài hát đã được phát sóng trên hơn 33 quốc gia và hơn 125 radio. Nó đã hai lần được đề cử tại MOAMAS 2011 (Giải thưởng âm nhạc châu Phi trực tuyến Museke) là Ca khúc Diaspora hay nhất châu Phi và Afro-Fusion. Cuối cùng nó đã giành được giải thưởng là Bài hát Diaspora hay nhất châu Phi. Vào tháng 2 năm 2013, bà đã phát hành đĩa đơn thứ hai "Não Posso Parar", một giai điệu có ảnh hưởng Soul Music mạnh mẽ hơn.
Vào ngày 22 tháng 6 năm 2015, bà đã phát hành album đầu tay của mình mang tên "Mulata Universal".

## Danh sách đĩa hát

### Đĩa đơn
- 2010: "Você Me Dá"
- 2013: "Parar Não Posso
- 2013: "No Puedo Parar"
- 2015: "Deixa Role"

### Album
- 2015: "Mulata Universal"

### Tham gia
- 2005: Différent, album của LS: Giọng hát bổ sung trong "Ở nhà"
- 2008: Cool Off Chillout (Bộ sưu tập nhạc Chillout tuyệt vời) - "Não Posso Parar (Bản phối nước mắt ngọt ngào của Soulavenue)" (Nhạc Sine, Đức)
- 2010: "Você Me Dá" đặc trưng trong "Linh hồn chưa ký: Phiên mùa hè 2010 "(Linh hồn chưa ký, Vương quốc Anh)
- 2010: "Você Me Dá - Lil'Lion House Mix" đặc trưng trong "Câu lạc bộ mùa hè, le son electropical 2010" (Wagram, Pháp)
- 2011: "Você Me Dá - SoulAvenue's Tropicalita Mix" đặc trưng trong Câu lạc bộ đêm Bossa, Vol. 2 (Hồ sơ của Lola, Đức)
- 2011.

## Quay phim
- 2010: "Você Me Dá", đạo diễn Ivan Herrera
- 2013: "Não Posso Parar, đạo diễn Ivan Herrera

## Giải thưởng
- 2011: "Você Me Dá", Bài hát Diaspora hay nhất châu Phi, MOAMAS 2011 [3]

## Đóng phim
- Chuyện ngoại tình Etrangères: République Dominicaine (2010), đạo diễn bởi Vincenzo Marano. Truyền hình Pháp: Amelia Rodriguez
- Femmes de Lợi: Soirées Privées (2009), Serie truyền hình Pháp: Trinh nữ Balard